# Георгиевский (Башкортостан)
Гео́ргиевский (баш. Георгиев) — хутор в Зианчуринском районе Республики Башкортостан Российской Федерации. Входит в состав Яныбаевского сельсовета.

## География

### Географическое положение
Расстояние до:
- районного центра (Исянгулово): 111 км,
- ближайшей ж/д станции (Кувандык): 26 км.

## Население
| 1939 | 1959 | 1970 | 1979 | 1989 | 2002 | 2009 |
| ---- | ---- | ---- | ---- | ---- | ---- | ---- |
| 456  | ↘220 | ↘138 | ↘14  | ↘11  | ↘9   | ↘8   |
| 2010 |      |      |      |      |      |      |
| ↘3   |      |      |      |      |      |      |